# Пам'ятник Степанові Бандері (Тернопіль)
Пам'ятник Степанові Бандері в Тернополі — монумент у місті Тернополі. Розташований у парку імені Тараса Шевченка, перед обласною державною адміністрацією на вул. Соломії Крушельницької. Встановлений 2008 року та урочисто відкритий 26 грудня з нагоди 100-річчя від дня народження Степана Бандери (нар. 1 січня).
Висота гранітного постаменту — 2,5 м, висота бронзової фігури в повний зріст — 4 м.

## Історія

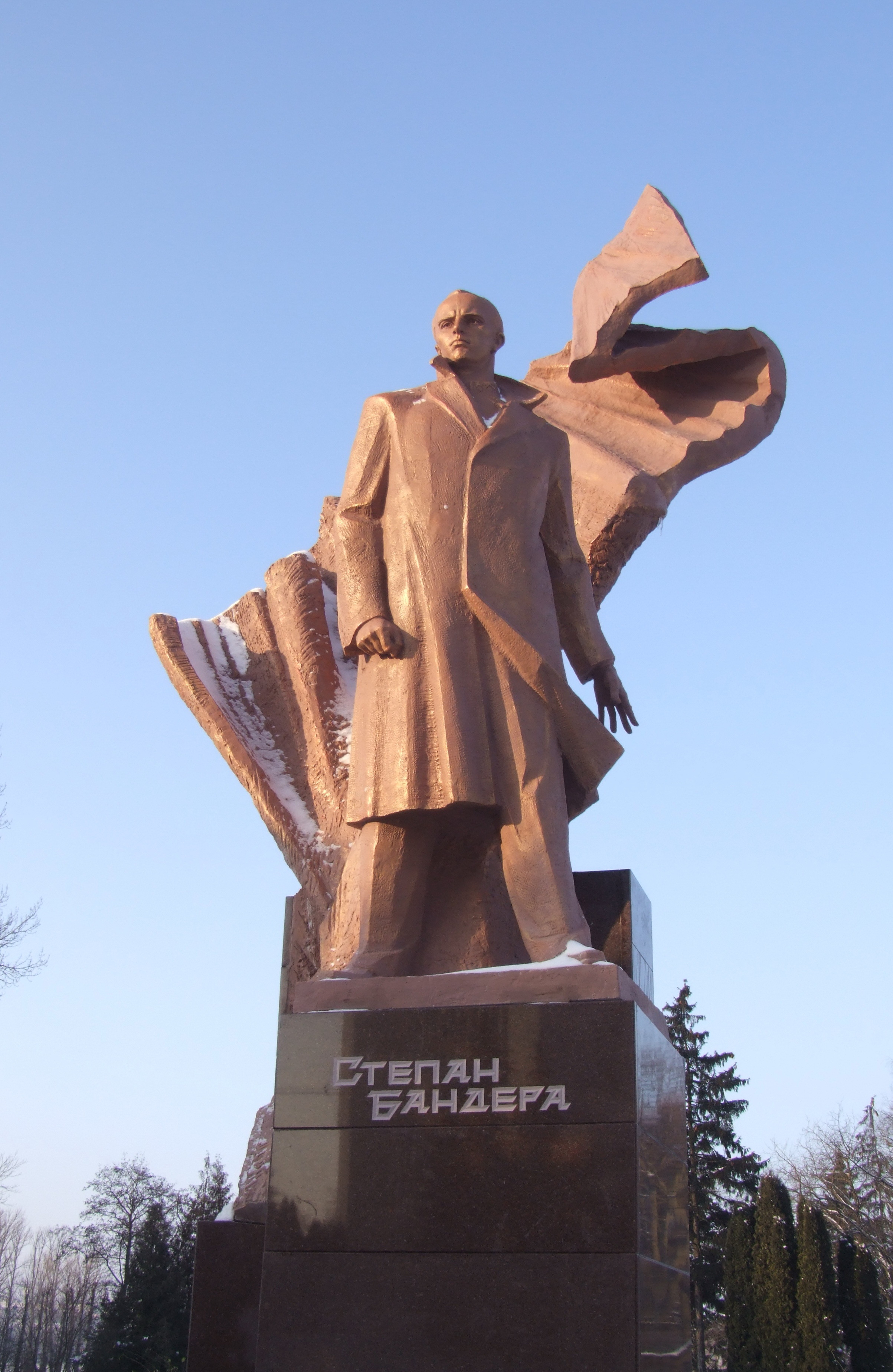
2014 рік

Ідея спорудження пам'ятника Бандері в Тернополі зародилася задовго до його встановлення. 20 липня 2007 року головою Тернопільської облдержадміністрації Іваном Стойком та Тернопільським міським головою Романом Заставним оголошено конкурс на найкращий проєкт пам'ятника Степану Бандері. Він тривав від 1 серпня 2007 до 1 жовтня 2007 року. 10 жовтня 2007 року в приміщенні картинної галереї Тернопільської обласної організації Національної Спілки художників України відкрито огляд для громадського обговорення проєктів пам'ятника Степанові Бандері. На розгляд конкурсної комісії надійшло 7 проєктів пам'ятника Степану Бандері, авторами яких були, як окремі особи, так і колективи з Тернопільської, Львівської та Закарпатської областей.
Участь у відкритті пам'ятника взяли міський голова Тернополя Роман Заставний, голова облдержадміністрації Юрій Чижмарь, голова облради Михайло Миколенко, онук Бандери Степан Бандера, голова ВО Свобода Олег Тягнибок, представники політичних партій та громадських організацій. Загалом в урочистостях з нагоди відкриття взяли участь понад 200 осіб. Пам'ятник освятили представники традиційних церков міста. Завершив урочистості з нагоди відкриття пам'ятника виступ хору «Заграва».
У 2017 році вхід до парку імені Тараса Шевченка капітально оновлюють, під час будівельних робіт біля пам'ятника знайшли останки людей, ймовірно загиблих у Другій світовій війні.

## Автори
Пам'ятник, автором якого є місцевий скульптор Роман Вільгушинський, виготовлявся на заводі «Оріон». Пам'ятник зроблений у вигляді фігури Бандери, який рішуче рветься вперед, а за ним увись майорить широкий прапор. Оскільки до відкриття пам'ятника його не встигли покрити міддю, скульптуру, яка стоїть на гранітному постаменті, просто пофарбували у світло-коричневі тони. Покращення зовнішнього покриття статуї провели в наступні роки.

## Урочистості

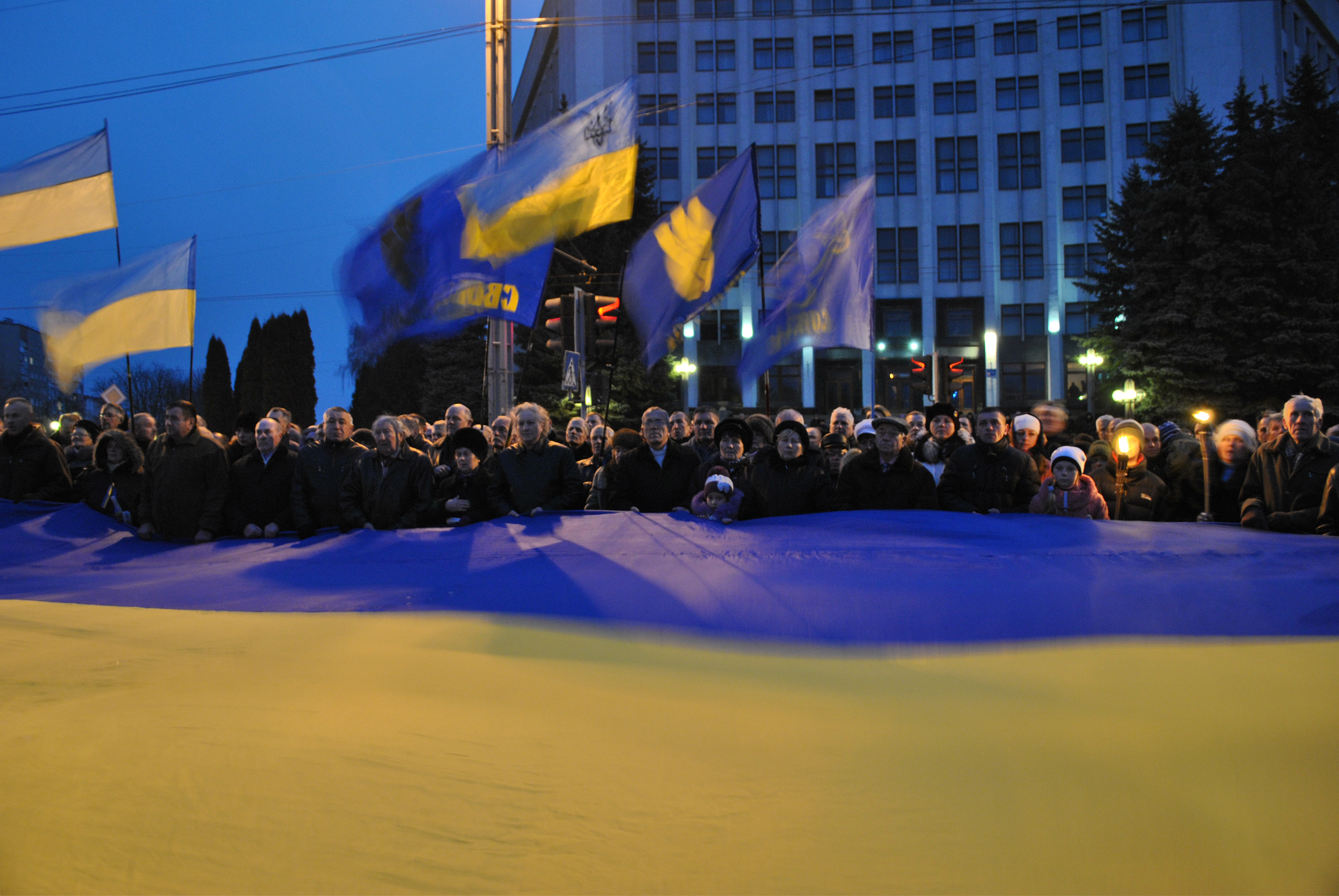
Мітинг біля пам'ятника Степанові Бандері в 105-ту річницю від дня його народження (01.01.2014)

Біля пам'ятника щороку 1 січня відбуваються урочисті заходи вшанування пам'яті провідника ОУН Степана Бандери, покладання квітів, мітинги.